# Grigory Panassenko
 (avril 2025).
Motif : absence de sources secondaires indépendantes et pérennes sur ce scientifique. On ne source pas un mathématicien par ses propores ouvrages ou par les universités dans lesquelles il a exercé. En l'état hors critères WP:NSU
- Archive Wikiwix
- Bing
- Cairn
- DuckDuckGo
- E. Universalis
- Gallica
- Google
- G. Books
- G. News
- G. Scholar
- Persée
- Qwant
- (zh) Baidu
- (ru) Yandex
- (wd) trouver des œuvres sur Wikidata

| 1. | Préciser le motif de la pose du bandeau. | Précisez le motif de la pose du bandeau en utilisant la syntaxe suivante : {{admissibilité à vérifier\|date=juin 2025\|motif=remplacez ce texte par le motif}}                          |
| 2. | Informer les utilisateurs concernés.     | Pensez à avertir le créateur de l'article, par exemple, en insérant le code ci-dessous sur sa page de discussion : {{subst:avertissement admissibilité à vérifier\|Grigory Panassenko}} |

Grigory Panassenko en russe : Григорий Петрович Панасенко, est un mathématicien russo-français né le 12 mars 1954 à Moscou. Il travaille en mathématiques appliquées.

## Biographie
Panassenko étudie à l'université d'État de Moscou de 1971 à 1976, où il obtient son doctorat en 1979. En 1989, il obtient son habilitation à diriger des recherches avec Nikolai Sergeevich Bakhvalov.
En 1986, il est lauréat de la Médaille et du Grand Prix de l'Académie des sciences de l'URSS.
Il enseigne à l'université d'Etat de Moscou de 1979 à 1993. Il et professeur émérite à l'Université de Saint-Etienne (Jean-Monnet, ICJ, UMR CNRS) depuis 1993.

## Publications (sélection)
- Homogenisation: Averaging Processes in Periodic Media: Mathematical Problems in the Mechanics of Composite Materials (1989), N. S. Bakhvalov, G. Panasenko, Springer,  (ISBN 978-0-7923-0049-6)
- Multi-Scale Modelling for Structures and Composites, G. Panasenko, Springer, Dordrecht, 2005, 398 pp.  (ISBN 978-1-4020-2981-3)
- Introduction to Multiscale Mathematical Modeling, G. Panasenko, World Scientific, New Jersey/London/Singapore/Beijing/Shanghai/Hong Kong/Taipei/Chennai/Tokio, 2022